# Волфганг фон Кастел-Рюденхаузен
Волфганг Август Кристиан Фридрих Карл Ервайн фон Кастел-Рюденхаузен (на немски: Wolfgang August Christian Friedrich Carl Erwein Fürst zu Castell-Rüdenhausen; * 21 април 1830 в Рюденхаузен; † 13 януари 1913 в Рюденхаузен) от род Кастел е граф и господар на графството Кастел-Рюденхаузен от 1901 г. 1. княз на Кастел-Рюденхаузен.

## Биография
Той е най-големият син на наследствения граф Лудвиг Франц Адолф Фридрих Карл фон Кастел-Рюденхаузен (1805 – 1849) и първата му съпруга графиня Клара Хенриета Луиза Кристиана Йохана Петровна фон Ранцау-Брайтенбург (1807 – 1838), дъщеря на граф Август Вилхелм Франц фон Ранцау-Брайтенбург (1768 – 1849) и графиня София Юлиана Йохана фон Ботмер (1771 – 1846).
Внук е на граф Кристиан Фридрих фон Кастел-Рюденхаузен (1772 – 1850) и втората му съпруга графиня Луиза Каролина фон Ортенбург (1782 – 1847). Брат е на Куно Франц Албрехт Ернст Фридрих Кристиан (1832 – 1897) и Карл Фридрих Макс Казимир Херман Вилхелм Август фон Кастел-Рюденхаузен (1833 – 1907). Баща му Лудвиг Франц Адолф се жени втори път 1840 г. за фрайин Фридерика Мария Кристиана фон Тюнген (1818 – 1888).
Волфганг фон Кастел-Рюденхаузен е издигнат 7 март 1901 г. заради заслугите му от краля на Бавария Луитполд на княз заедно с роднината му Фридрих Карл фон Кастел-Кастел (1864 – 1923).
Волфганг фон Кастел-Рюденхаузен умира на 82 години на 13 януари 1913 г. в Рюденхаузен.
Децата от първия брак на син му Александер фон Кастел-Рюденхаузен (1866 – 1928) имат титлата фон Фабер-Кастел.

## Фамилия
Волфганг фон Кастел-Рюденхаузен се жени в Бюдинген на 17 май 1859 г. за принцеса Емма Фердинанда Емилия фон Изенбург-Бюдинген-Бюдинген (* 23 февруари 1841, Бюдинген; † 21 април 1926, Рюденхаузен), дъщеря на княз Ернст Казимир II фон Изенбург-Бюдинген (1806 – 1861) и графиня Текла Аделхайд Юлия Луиза фон Ербах-Фюрстенау (1815 – 1874). Те имат 12 деца: 
- Зигфрид Фридрих Казимир Адолф Куно (* 17 март 1860, Рюденхаузен; † 2 февруари 1903, Сантяго, Чили), наследствен граф на Кастел-Рюденхаузен
- Казимир Фридрих фон Кастел-Рюденхаузен (* 10 март 1861, Рюденхаузен; † 25 април 1933, Рюденхаузен), 2. княз на Кастел-Рюденхаузен, женен в Мидахтен на 1 септември 1905 г. за графиня Мехтилд фон Бентинк (* 20 декември 1877, Мидахтен; † 13 декември 1940, Рюденхаузен)
- Текла (* 28 април 1862, Рюденхаузен; † 23 април 1863, Рюденхаузен)
- Мария (* 6 март 1864, Рюденхаузен; † 14 февруари 1942, Вернигероде), омъжена в Рюденхаузен на 8 октомври 1891 г. за 2. княз Кристиан Ернст Херман фон Щолберг-Вернигероде (* 28 септември 1864; † 3 август 1940), син на княз Ото фон Щолберг-Вернигероде (1837 – 1896) и принцеса Анна Елизабет Ройс-Кьостриц (1837 – 1907)
- Ото Фридрих Райнхард Георг (* 7 април 1865, Рюденхаузен; † 28 август 1917, Бад Райхенхал), женен в Росла на 26 април 1898 г. за принцеса Мария фон Щолберг-Росла (* 2 март 1880, Росла; † 17 февруари 1920, Бад Райхенхал)
- Александер Фридрих Лотар (* 6 юли 1866, Рюденхаузен; † 11 април 1928, Оберстдорф, Алгой), женен I. в Щайн при Нюрнберг на 28 февруари 1898 г. (развод 1918) за фрайин Отилия фон Фабер (* 6 септември 1877; † 28 септември 1944), II. в Щайн на 15 юли 1920 г. за графиня Маргит Цедтвитц фон Мораван и Дупау от Бохемия (* 30 септември 1886; † 25 октомври 1973); Децата му от първия брак имат титлата фон Фабер-Кастел.
- Луитгард Текла Емма Агнес София (* 30 октомври 1867, Рюденхаузен; † 30 ноември 1949, Рюденхаузен)
- Аделхайд (* 15 арил 1869, Рюденхаузен; † 26 април 1871)
- Хуго Фридрих Алфред (* 4 април 1871, Рюденхаузен; † 30 септември 1936, Голсен), женен в Клитчдорф на 14 ноември 1900 г. за графиня Клементина фон Золмс-Зоненвалде (* 13 април 1881, Потсдам; † 3 май 1971, Лих)
- Херман Фридрих Юлиус (* 27 август 1872, Рюденхаузен; † 16 февруари 1941, Вюрцбург), женен в Клитчдорф на 18 юли 1903 г. за графиня Фреда фон Золмс-Зоненвалде (* 18 юли 1882, Потсдам; † 4 август 1980, Холцкирхен)
- Волфганг Фридрих Хайнрих Филип (* 22 юни 1875, Рюденхаузен; † 19 декември 1930, Мюнхен), женен в Щайн на 27 септември 1903 г. за фрайин Хедвиг фон Фабер (* 17 ноември 1882, Щайн; † 17 февруари 1937, Франкфурт на Одер)
- Елизабет Матилда Луиза Берта Жаклина Емилия Кристина Хелена (* 17 август 1879, Рюденхаузен; † 13 април 1890, Рюденхаузен)